# Herb Moraw

Herb Moraw

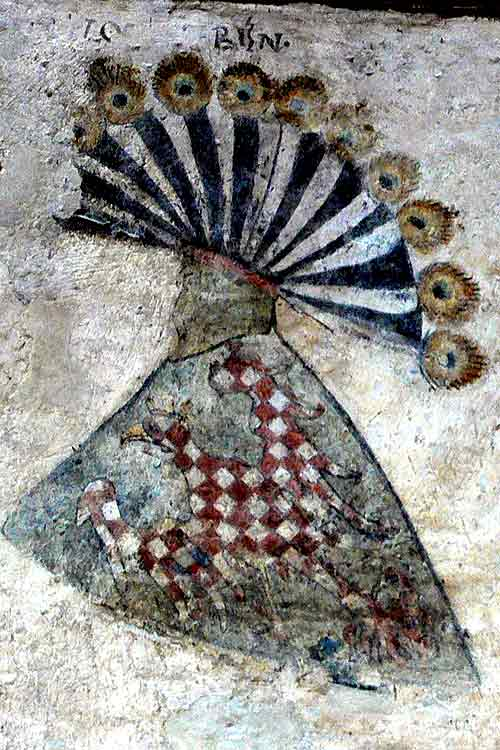
Najstarsze zachowane kolorowe przedstawienie herbu margrabiego morawskiego

W błękitnym polu tarczy orzeł w czerwono-złotą szachownicę ze złotą koroną i złotą zbroją (od 1462, od 1915 do 1918 r. w herbie Austro-Węgier)

Herb Moraw – znak heraldyczny reprezentujący Morawy, krainę historyczną na terenie dzisiejszej Republiki Czeskiej. Przedstawia na tarczy w polu błękitnym szachowanego, czerwono-srebrnego orła w złotej koronie i ze złotym dziobem, językiem i szponami.

## Historia
Najstarsze kolorowe przedstawienie morawskiego orła znajduje się w sali pałacu Gozzoburg w Krems zachowane z czasów, gdy Przemysł Ottokar II rządził terenami dzisiejszej Austrii. Najpóźniej od czasów luksemburskich srebrno-czerwony orzeł w kratę był uznawany za herb Margrabstwa Moraw. Według niektórych badaczy kolory herbu wywodzą się od barw lwa czeskiego (srebrny lew w czerwonej tarczy) i symbolizowały związek Moraw z królestwem Czech.
Używany był już w połowie XIII wieku. Jego barwy znamy z Kodeksu Manesse (łac. Codex Manesse). Aktem z 7 grudnia 1462 roku cesarz Fryderyk III zmienił barwę srebrną pól na złotą. Pierwotne barwy przywrócono w 1920 roku, kiedy zatwierdzono nowe wizerunki wielkiego i średniego herbu państwowego niepodległej Czechosłowacji.
Herb Moraw funkcjonował w herbie Protektoratu Czech i Moraw (1939–1945). Od 1992 roku stanowi 2 pole herbu wielkiego Republiki Czeskiej.
Od 2001 roku funkcjonuje w herbach nowo utworzonych krajów: południowomorawskiego, morawsko-śląskiego, ołomunieckiego, pardubickiego, zlińskiego i Wysoczyna.

## Galeria

Herb Krain Korony Czeskiej
Średni herb Austro-Węgier (1867–1915)
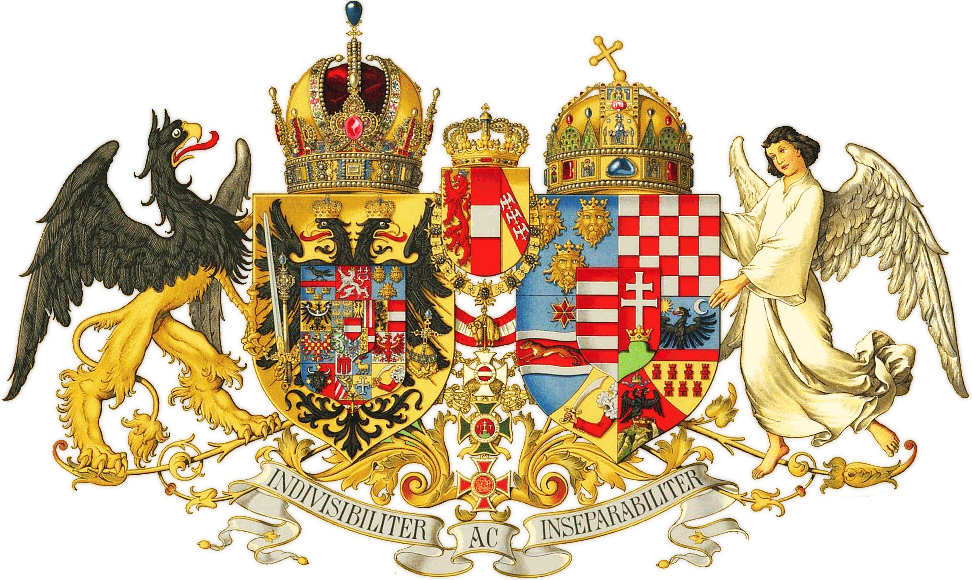
Wielki herb Austro-Węgier (1915–1918)
Średni herb Czechosłowacji (1918–1939)
Wielki herb Czechosłowacji (1918–1938)
Większy Herb Protektoratu Czech i Moraw (1939–1945)
Herb Okręgu Rzeszy Kraj Sudetów (1940–1945)
Wielki herb Czech (1990–1992)
Wielki herb Czech (od 1993 r.)
Herb kraju południowomorawskiego
Herb kraju morawsko-śląskiego
Herb kraju ołomunieckiego
Herb kraju pardubickiego
Herb kraju zlińskiego
Herb kraju Wysoczyna
Herb Brna-Králova Pola
Herb Brna-Útěchova
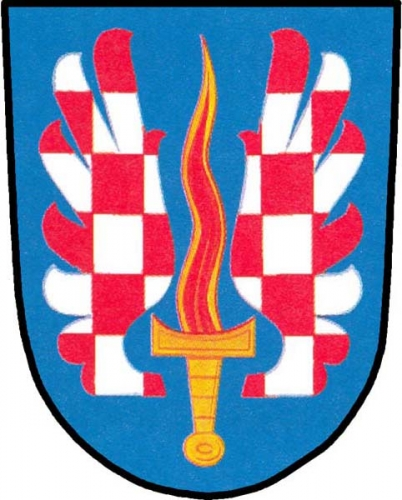
Herb Citonic
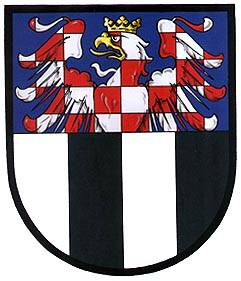
Herb Drnholca
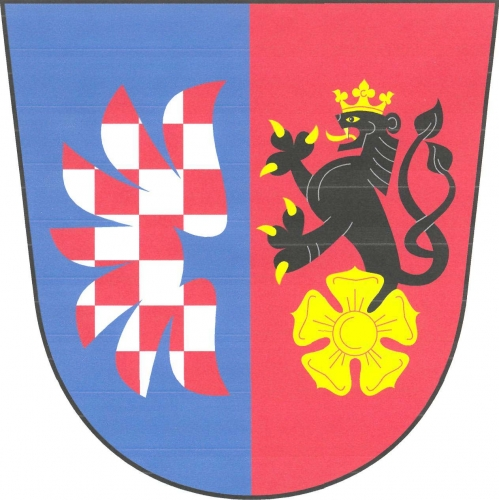
Herb Janoušova
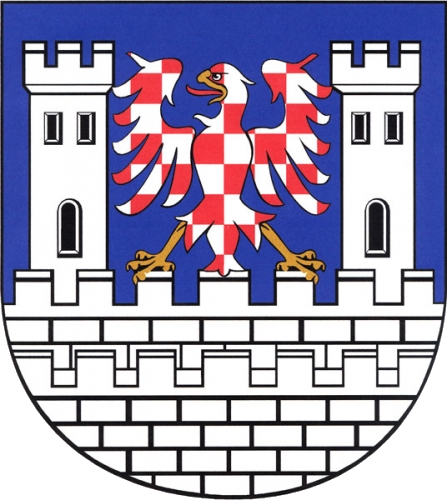
Herb Jemnicy
Herb Jevíčka
Herb Moravskiej Třebovej
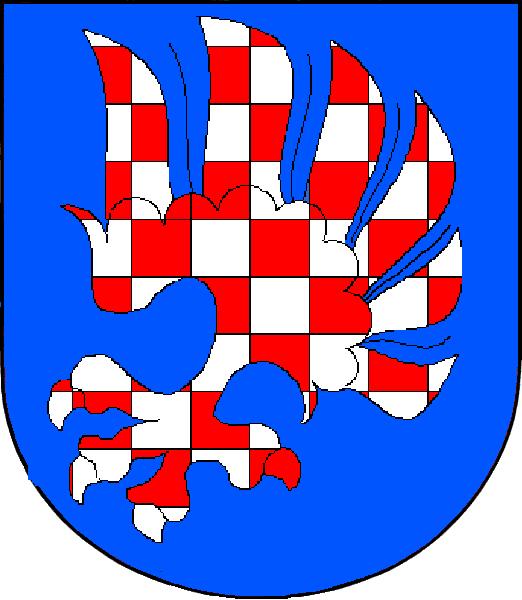
Herb Náměštie na Hané
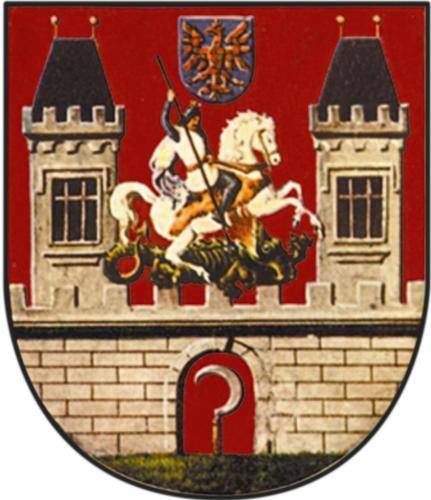
Herb Napajedel
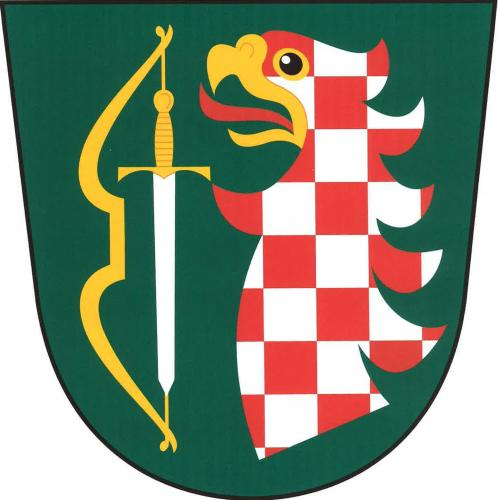
Herb Nelešovic
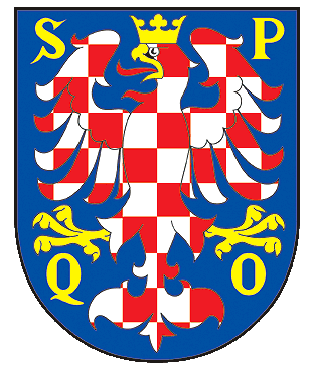
Herb Ołomuńca
Herb Ostravy-Mariánskich Hor a Hulvák
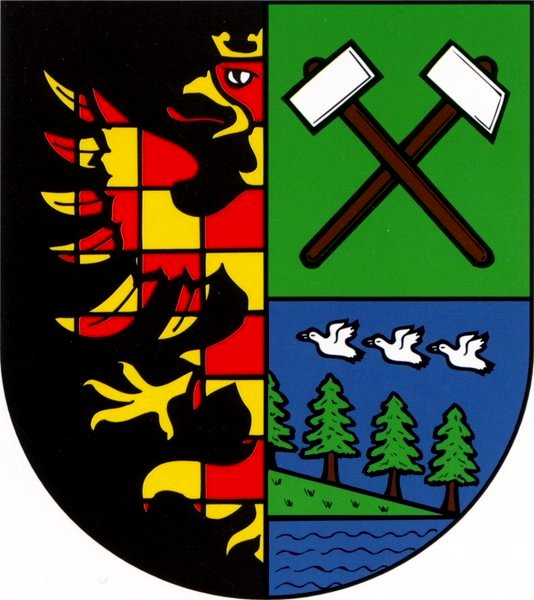
Herb Ostravy-Witkowic
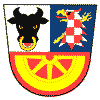
Herb Radvanic
Herb Sławkowa
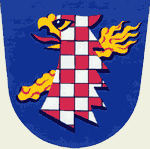
Herb Sobíšek
Herb Uherskiego Brodu
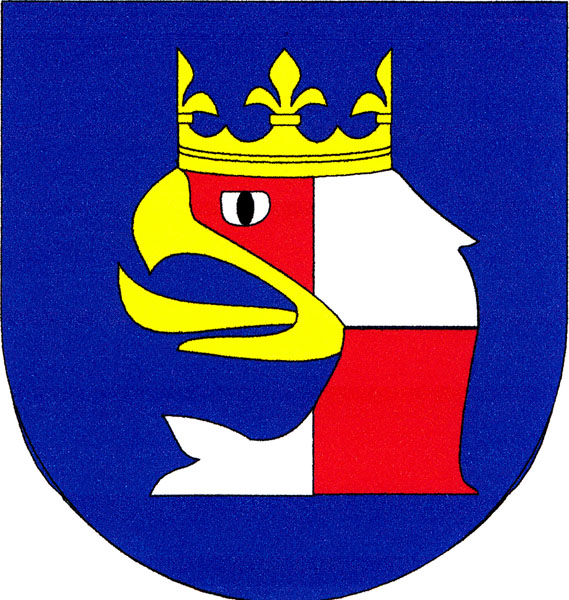
Herb Velehradu
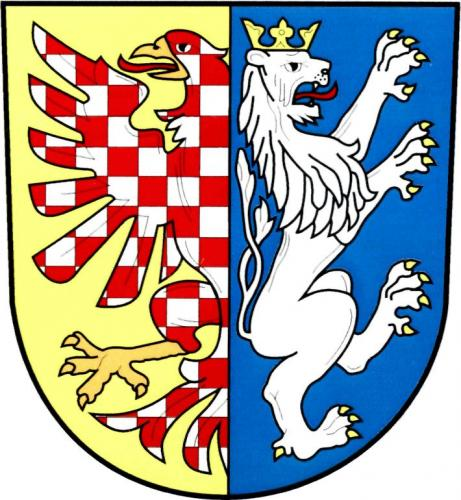
Herb Velkej Bíteši
Herb Znojma
Stary herb Znojma